# Lucanobium squamosum
Lucanobium squamosum is een keversoort uit de familie vliegende herten (Lucanidae). De wetenschappelijke naam van de soort is voor het eerst geldig gepubliceerd in 1974 door Howden & Lawrence.